# Luis Téllez-Girón Belloch
Luis Téllez-Girón Belloch (València, 21 de juny de 1808 – 19 d'abril 1878) va ser un pintor, escenògraf i crític de l'art.
Es té molt poca informació personal d'aquest artista, cobrant importància tant per la seva obra com per la seva tasca docent, ja que va ser mestre de grans pintors com Muñoz Degrain de Rafael Berenguer Condé.

## Vida professional
Cap a 1838, va pintar el sostre de la sala rectoral del Col·legi de Sant Pau, actualment Institut Lluís Vives de València, pintura que, durant molt de temps, va ser atribuïda a Vicente López. Entre els quadres de Téllez conservats al Museu de Belles Arts de València hi ha una Al·legoria de les Arts, l'Entrada de Wamba i l'Adoració dels pastors. Per al retaule principal del desaparegut convent de Jerusalem va pintar el 1854 un Salvador a la línia de Joan de Joanes. A la mateixa data, va ser director d'obres de l'Ermita del Santíssim Crist de l'Agonia de Potries, construïda per l'arquitecte Carlos Spain, i on Téllez va pintar, a la fresca, diverses obres. A les petxines, inscrits en ovals, va representar quatre personatges bíblics: Jeremies, Daniel, David i Isaïes; sobre l'altar major, va pintar la Transfiguració del Senyor, i, a l'intradós de la cúpula, la imatge de Déu inscrita en un oval.
Des de 1842 exerceix el càrrec de professor de Perspectiva a la Reial Acadèmia de Belles Arts de Sant Carles, alhora que era membre d'aquesta institució, segons consta al lligall 76 dels arxius de la Reial Acadèmia de Belles Arts sant Carles València. A més, des del 1842 va ser pintor oficial de la ciutat de València.
Des de 1846 imparteix l'assignatura anomenada Perspectiva i paisatge, matèria que va seguir impartint a l'Escola de Belles Arts de Sant Carles des de la formació d'aquesta, el 1849. També va ser professor al Col·legi Edetà, institució educativa femenina. Va ser membre del Liceu i president de la Societat d'Artistes Valencians, amb la qual va fer diversos treballs, en particular escenogràfics. Des de 1842, va ocupar el càrrec de pintor oficial de la ciutat. També destaca per la seva àmplia activitat com a il·lustrador, escenògraf i decorador festiu. A més, va realitzar també pintures religioses i històriques. Com a paisatgista i il·lustrador, perllonga les tendències romàntiques en dates tan tardanes com la dècada dels cinquanta. Va participar en exposicions com les organitzades pel Liceu el 1838 i el 1841, i la de la Reial Societat Econòmica d'Amics del País el 1842, en la qual va obtenir un premi per un quadre cronològic dels reis d'Espanya, realitzat a tinta xinesa. Va realitzar treballs com a decorador, com catafalcs, transparents al·legòrics i monuments com el temple assiri erigit el 1844 per celebrar la visita d'Isabel II. Va participar activament a les festes del centenari de la Conquesta de València, el 1838, i el quart centenari de la canonització de Sant Vicenç Ferrer, el 1855, celebració per a la qual va construir la nova roca anomenada València, de gust medieval, en què va aprofitar diversos fragments de taules gòtiques i renaixentistes procedents de la Cambra dorada de l'antiga Casa de la Ciutat, començada a enderrocar el 1854. Va tenir una faceta com a escenògraf per al petit teatre del Liceu i per al Principal: en aquest darrer coliseu, les seves obres més importants van ser les decoracions elaborades per a les sarsueles de gran espectacle Los Magiares, el 1857, i Catalina o l'Estrella del Nord, a 1858.1 També va ser il·lustrador de revistes com La Psiquis i La Perla.
Va morir el 1878 i estava jubilat des de 1869.

## Obres
Com a pintor decoratiu destaquen:
- el sostre de la sala rectoral del Col·legi de Sant Pau, actualment Institut Lluís Vives de València, el 1838;
- les seves obres de pintura decorativa religiosa: ermita del Santíssim Crist de l'Agonia, Potríes (València), el 1854.[6]
- Com a pintor de quadre de caràcter religiós, podem destacar: L'Anunciació dels pastors; Salvador, 1854.

Altres quadres destacables són: Retrat, de mig cos, 1838; Al·legoria de les Arts, Entrada de Wamba.
També va realitzar obres decoratives de caràcter efímer com:
- monument a la plaça de la Catedral, amb motiu de la jura d'Isabel II com a Princesa d'Astúries, 1833;
- cadafal en honor a les víctimes de Bilbao, erigit a la Catedral de València, 1837;
- carros triomfals del gremi de fusters i el de moliners, per al centenari de la conquesta de València, 1838;
- monument de Setmana Santa de la Casa de Beneficència de València, 1841;
- temple assiri per celebrar la visita d'Isabel II, 1844;
- monument de Setmana Santa per a l'església de Santa Catalina, 1852;
- construcció de la roca València, 1855, per al quart centenari de la canonització de Sant Vicent Ferrer;
- amb la Societat d'Artistes Valencians, altar del Mercat, al costat de l'església dels Sants Joans, 1855;
- decoració del pati del Parc d'Artilleria per a un ball en honor a la reina, 1858;
- funció al·legòrica a la plaça de Toros per la presa de Tetuan, 1860.

Entre els seus treballs escenogràfics destaquen:
- amb M. González, decoració de temple pagà per al teatre del Liceu, 1841;
- amb la Societat d'Artistes Valencians decoracions per a Els set castells del diable, teatre Principal, 1855;
- decoracions per a La Passió de Jesús, teatre Principal, 1856;
- decoracions per a El sergent Federico, teatre Principal, 1856;
- decoracions per a El diable al poder, teatre Principal, 1857;
- decoracions per a Els Magiares, teatre Principal, 1857;
- decoració de posada per Amar sense conèixer, teatre Principal, 1858;
- decoracions per a Catalina o l'Estrella del Nord, teatre Principal, 1858;
- decoracions per a El Jurament, teatre Principal, 1859;
- decoració de saló d'un cafè a Nova Orleans, per Entre la meva dona i el negre, teatre Principal, 1859.

A la seva faceta d'il·lustrador, destaquen les il·lustracions realitzades per a:
- la revista La Psiquis, 1840;
- Vista de València a l'alçada del pont de la Trinitat, 1840; a La Perla.
- Setmanari pintoresc, artístic, literari i teatral, 1843;
- amb la Societat d'Artistes Valencians, Vida i fets del murri Guzmán d'Alfarache, 1843.
- anunci de la impremta L'Agència d'Espanya, a València. És un dibuix preparatori realitzat a ploma i aigualida, amb una tècnica molt precisa per a la xilografia en boix, d'Antonio Pascual i Abad, on s'anunciava la impremta de l'Agència d'Espanya que, el 1840, tenia la seu al Palau Vich, abans de l'enderrocament el 1859.[7]

També es pot destacar el disseny d'una escribania de plata per a la Reial Societat Econòmica d'Amics del País de València, 1849.